# Гульбище (курган)
Гу́льбище — древнерусский курган начала X века в Чернигове. Один из курганов курганного могильника «Болдины горы» — памятника археологии национального значения — который входит в комплекс археологических памятников Некрополь древнего города Чернигова.

## Подробности исследований
Курган Гульбище представляет собой насыпь высотой 6 м (изначально — 8,6 м) и диаметром 22 м. Является крупнейшим и самым древним из курганов Болдиных гор в Чернигове. Изначально назывался Гулебедище, так как на нем производился обряд гульбы с пусканием сокола на лебедей, при погребении в окрестных курганах. Обряд описан в Слове о полку Игоревом, с участием Вещего Бояна. Впервые был раскопан экспедицией археолога Дмитрия Самоквасова в 1872 году. Исследователь отметил, что название кургана является народным. В то время он был раскопан на треть высоты, после чего вглубь был заложен шурф-колодец диаметром в 14 метров и с прорезями с востока и севера. Находки раскопок хранятся в Государственном историческом музее в Москве.
Одной из первых значительных находок в кургане был шлем черниговского типа, обнаруженный в металлической массе на глубине 8 метров. Он представлял собой металлическую шапкоподобную основу с медным навершием, а также медной полукруглой бляхой впереди. Другие фрагменты железной массы оказались остатками кольчуги, слипшимися в единое целое под действием огня и последующих процессов окисления.
На месте раскопок также были обнаружены захоронения мужчины, женщины и коня. Один из скелетов скорее всего принадлежал дружиннику. Также были найдены различные предметы, сопутствующие языческому погребальному обряду кремации (жертвенный сосуд с бараньими костями и мехом со следами сожжения до возложения в могилу). Это мех для «стравы» или стравяной мешок, для подношения еды на тризну. Илья Муромец называет своего коня «волчья сыть, стравяной мешок». Бытовые предметы включали саманидский дирхем конца IX века, огниво, гребень, нож, молоток, гвозди, остатки деревянных вёдер и бронзового кувшина. Среди драгоценностей присутствовали бусы, стеклянные слитки, золотые и серебряные пуговицы, массивные бронзовые подвески, бронзовое кольцо и серебряные поясные пряжки.
Среди различного военного снаряжения наиболее впечатляющей находкой был очень большой меч — крупнейший из найденных древнерусских мечей. Его общая длина с рукоятью — 126 см. Клинок шириной 6,5 см имел длину 105 см, массивную рукоять украшали серебряные насечки и три ряда камней. Для сравнения, в X веке древнерусские мечи обычно имели длину 85—90 см. Для свободного владения мечом, найденном в кургане «Гульбище», воин должен был иметь рост не менее 215 см. О богатырской фигуре неизвестного дружинника свидетельствовали и другие предметы военного снаряжения, найденные в кургане. Некоторые историки и специалисты по древнему вооружению предполагают, что здесь был похоронен былинный Илья Муромец, имя которого неоднократно упоминается в связи с теми или иными событиями в Чернигове или около него. Поскольку гуляния были присущи простому народу, то народная любовь к кургану явилась следствием популярности захороненного в нем героя. А рисунки на турьем роге с изображением поединка между воином и свистящего ветром другого воина, точно указывают на былину про Соловья и Илью Муромца. Поскольку рог с былинным сюжетом могли положить только в могилу к герою такого сюжета, в кургане захоронен Илья Муромец, освободивший черниговскую землю от неприятеля.
Замеры размеров меча были сняты после расчистки находки, не поднимая её с поверхности. Во время поднятия меча верхняя часть лезвия раскололась на несколько больших фрагментов, а плоскость лезвия у наконечника вообще рассыпался на крошки ржавчины. Таким образом, археологам удалось изъять и направить на исследование только рукоятку и фрагменты лезвия.

### Дискуссия вокруг телосложения воина
Отсутствие полного комплекса фрагментов лезвия меча иногда порождала спор вокруг теории о чрезвычайном росте похороненного. Версию о феноменальном богатырском росте и телосложении похороненного поддерживали Дмитрий Самоквасов, Борис Рыбаков, Анатолий Кирпичников и Владимир Седов. Самоквасов в своих отчётах указал длину меча, как примерно «около семи четверти…», что соответствует 124,46 см, и сравнивал его с западноевропейскими двуручными мечами. Рыбаков опирался на описания Самоквасова, не отрицая их, и приводил длину лезвия меча как 103,46 см. Для сравнения Рыбаков давал описания другого известного тогда меча с идентичной рукояткой, но с более коротким лезвием.
Проблему телосложения похороненного воина рассмотрел О. Дубинец в журнале «Северянская летопись», опираясь на исследования известных мечей, шлемов, стремян. По результатам замеров параметров 67 известных экземпляров мечей древнерусских времён, автор доказывает, что экземпляр из кургана не является уникальным, хотя в то же время является редким для того времени. Так, по длине рукояти меч с Гульбища отнесён к группе, которая составляет 26,9 % от всей выборки, по весу клинка — к группе в 28,6%. Подытоживая свои соображения, исследователь предполагает, что такие длинные мечи, вероятно, свидетельствуют о попытке приспособить их к конному бою (похороненный был всадником).
Вторым по применяемости аргументом относительно телосложения воина были замеры стремян. Борис Рыбаков писал, что найденные в кургане стремена в полтора раза больше, чем типичные для того времени. Новые исследования показали, что стремена шириной в 14 см встречаются в 44 % случаях среди известных находок. Также известны находки ещё больших по ширине стремян.